# Lino Ventura

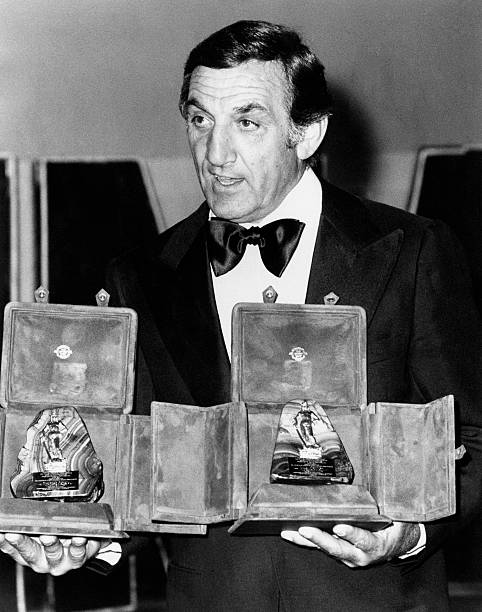
Lino Ventura, 1974.

Angiolino Giuseppe Pasquale "Lino" Ventura, född 14 juli 1919 i Parma, död 22 oktober 1987 i Saint-Cloud i Frankrike, var en italiensk skådespelare, verksam i Frankrike.

## Biografi
När Lino Ventura var åtta år flyttade han med sin familj från Parma till Paris. Samtidigt hoppade han av skolan och arbetade bland annat som mekanikerlärling, innan han satsade på en karriär som brottare under pseudonymen Angelo Borrini (Borrini var hans mors efternamn). Han gjorde filmdebut 1953 och kom inledningsvis att bli mycket populär för roller som "tuffing" och gangster. Med åren utvecklades dock hans skådespeleri till att omfattade betydligt mer än råbarkade gangstrar och kom han att bli en av Frankrikes allra populäraste och mest folkkära skådespelare. Han var nära vän med den franske skådespelaren Jean Gabin.
1966 fick Lino Ventura en dotter, Linda, som föddes med Downs syndrom. På grund av detta grundade han samma år fonden Snödroppen (franska: Perce-Neige), som ger ekonomisk hjälp till personer med funktionsnedsättning. Fonden finns kvar än idag och är fortfarande verksam.
Hans karriär som skådespelare skulle sträcka sig över tre decennier och han var aktiv in i det sista trots att hans hälsa under de sista åren av hans liv stundtals var mycket dålig, han dog av en hjärtattack den 22 oktober 1987. Han ligger begravd på kyrkogården Val-Saint-Germain i Paris.
Trots att han under hela sin karriär var aktiv i Frankrike blev han aldrig fransk medborgare.

## Filmografi i urval
- 1954 – Grisbi - blod på guldet
- 1957 – Hårda bud, Mr. Steve
- 1958 – Hiss till galgen
- 1958 – Maigret gillrar en fälla
- 1960 – Rån på öppen gata
- 1961 – Taxi till Tobruk
- 1963 – Tuffa killar med revolver
- 1964 – 100.000 dollar i solen
- 1964 – 5 skäggiga agenter
- 1966 – Andra andningen
- 1967 – De äventyrslystna
- 1969 – Skuggornas armé
- 1969 – Den sicilianska klanen
- 1982 – Les Misérables
- 1972 – Grym hämnd
- 1972 – Money Money Money
- 1973 – L'emmerdeur
- 1973 – Ett gott nytt år
- 1976 – Utsökta lik
- 1978 – The Medusa Touch
- 1981 – Garde à vue
- 1986 – Sword of Gideon (TV-film)